# زیزینهو
زیزینهو (انگلیسی: Zizinho; ۱۴ سپتامبر ۱۹۲۱ – ۸ فوریهٔ ۲۰۰۲) بازیکن فوتبال اهل برزیل بود. او بخاطر پاس های دقیق و کامل بودن از هر لحاظ یکی از بهترین بازیکنان برزیل بودن است ٫ این بازیکن الگوی پله بوده است و پله از او به عوان الگوی دوران کودکی اش نام برده است. 
از باشگاه‌هایی که در آن بازی کرده‌است می‌توان به باشگاه فوتبال سائو پائولو، باشگاه فوتبال فلامینگو، و باشگاه ورزشی آئوداکس ایتالیانو اشاره کرد.
وی همچنین در تیم ملی فوتبال برزیل بازی کرده‌است.